# 井桁町
井桁町（いげたまち）は、名古屋市西区の地名。

## 歴史

### 沿革
- 江戸時代は名古屋城下続きの町であったが、愛知郡広井村の内の一地域であった[1]。
- 1878年（明治11年）12月20日 - 名古屋区成立に伴い、同区井桁町となる[2]。
- 1889年（明治22年）10月1日 - 名古屋市成立に伴い、同市井桁町となる[2]。
- 1908年（明治41年）4月1日 - 西区成立に伴い、同区井桁町となる[2]。
- 1981年（昭和56年）8月23日 - 幅下二丁目・新道二丁目にそれぞれ編入され消滅[2]。